# 22. honvedski pehotni polk (Avstro-Ogrska)
Za druge 22. polke glejte 22. polk.
22. honvedski pehotni polk (izvirno nemško k.u. Landwehr Infanterie Regiment Nr. 22; dobesedno slovensko: Cesarsko-madžarski honvedski pehotni polk št. 22) je bil pehotni polk avstro-ogrskega Honveda.

## Zgodovina
Polk je bil ustanovljen leta 1886.

### Prva svetovna vojna
Polkovna narodnostna sestava leta 1914 je bila sledeča: 49% Madžarov, 46% Romunov in 5% drugih.

## Poveljniki polka
- 1914: Arpad Schön[3]